# Apicius (Ier siècle av. J.-C.)
Pour les articles homonymes, voir Apicius.
Apicius est un Romain qui vivait au début du Ier siècle av. J.-C. et qui laissa le souvenir de son intempérance. Son existence est attestée par Athénée, dans son Banquet des sophistes (IV, 66), citant Posidonius : 

« Parmi les Romains, on rapporte, d'après ce qu'en dit Posidonius au 49e livre de ses Histoires, qu'il y avait un homme du nom d'Apicius qui dépassa tous les autres hommes pour ce qui est de l'intempérance. C'est cet Apicius qui fut la cause du bannissement de Rutilius, l'auteur d'une Histoire des Romains en grec. Quant à l'Apicius qui fut lui aussi déconsidéré à cause de son intempérance, nous en avons déjà parlé au livre I . »

Dans cette dernière phrase, Athénée évoque un autre Apicius bien plus connu (Marcus Gavius Apicius), contemporain de l'empereur Tibère. Il est curieux que deux homonymes aient laissé le même souvenir. Publius Rutilius Rufus, dont son contemporain Apicius aurait provoqué le bannissement, on ne sait pourquoi, fut banni de Rome en 92 av. J.-C.. On ne peut pas non plus savoir comment se manifestait exactement l'« intempérance » (ἀσωτία) de cet Apicius : le passage d'Athénée donne des exemples de prodigalité effrénée.